# Tridacna crocea

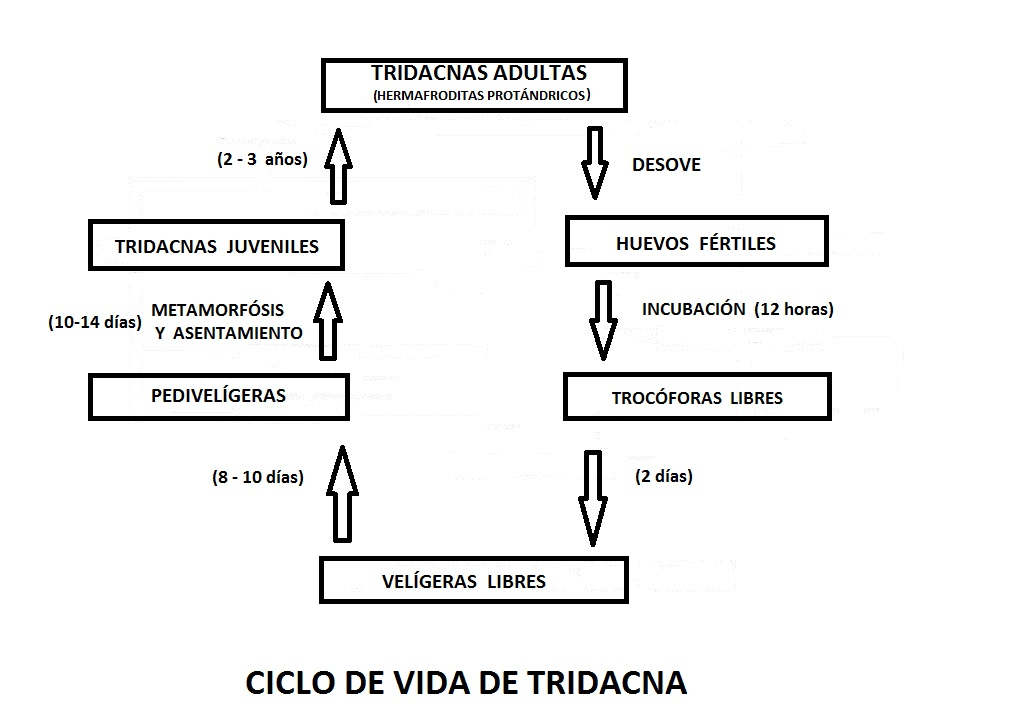
Ciclo de vida de Tridacna.

Tridacna crocea es una especie de molusco bivalvo marino, de la familia Cardiidae.
Pertenece a las denominadas comúnmente almejas gigantes. Son muy apreciadas, tanto como alimento, en el sudeste asiático, como en el comercio de acuariofilia internacional, por las impresionantes coloraciones de sus mantos. Uno de sus nombres comunes en inglés es boring clam, o almeja perforadora, por su hábito de excavar en rocas o corales, para anclarse en su emplazamiento definitivo.

## Morfología
Se caracterizan por presentar entre 6 a 10 ondulaciones, o proyecciones de forma triangular, en sus dos conchas, siendo más pronunciadas 4 o 5 de ellas. Asimismo, las valvas presentan unas hileras de escamas lobuladas, paralelas al margen superior. Dado el que excava en el sustrato, dejando visible tan sólo la parte superior de las valvas y el manto, en sustratos duros no suele mantener las escamas, debido a la erosión. De hecho, la manera de distinguir si un ejemplar proviene del medio natural o es cultivado, es la ausencia de las escamas de la concha en los ejemplares cultivados. La concha es de color blanco-grisáceo, aunque con frecuencia tiene tonalidades rosa, amarillo o naranja, especialmente en su parte interior próxima al margen superior. Posee músculos para cerrar y abrir la concha, el músculo aductor y el retractor.
El músculo pedal y la apertura bisal de la concha, proporcionalmente son los más grandes entre las especies del género, representando 1/3 o más del tamaño total de la concha. El pie, que contiene el órgano bisal,   secreta, a través de éste, un potente biso que contiene un ácido que disuelve el carbonato cálcico, excavando así el coral o roca, para anclarse al sustrato. Esta actividad excavadora comienza en los primeros estadios de su desarrollo, cuando el animal tiene entre 4 y 20 mm de largo.
El manto tiene dos sifones, el inhalante, cuya apertura está al ras del manto, y tiene unos tentáculos para apartar partículas grandes, y el exhalante, que sobresale de la superficie en forma de cono. También posee iridóforos, o células que contienen pigmentos que reflejan la luz. La principal función de los pigmentos es proteger al animal de la luz excesiva y de la radiación ultravioleta. El manto, que cuando está extendido oculta por completo la concha, suele tener hileras de órganos hialinos, situadas en paralelo y cerca del margen exterior, para potenciar la captación de luz.
Los patrones de colores y formas del manto, pueden tener marrón, amarillo, azul, púrpura, verde, blanco o negro; en ocasiones con estrías, motas o estampados, y con combinaciones de los colores descritos. Ciertos estudios, demuestran que la especie T. crocea desarrolla una estrategia defensiva críptica frente a sus posibles predadores, mediante la adaptación de los colores del manto a los colores existentes en su entorno.
Es la especie más pequeña del género, alcanzando "tan sólo" los 15 cm. Su rango de crecimiento promedio es de unos 2 mm por mes, aunque dependiendo del individuo y la zona, puede ser de menos de 1 mm/mes o de mucho más de 2 mm/mes.

## Alimentación
Estas almejas conviven en simbiosis con algas unicelulares, llamadas zooxantelas, que viven dentro de las células que le dan color a aquellas. Las algas realizan la fotosíntesis produciendo oxígeno y azúcares, que son aprovechados por la almeja, y se alimentan de los catabolitos de la misma (especialmente carbono). Esto les proporciona entre el 75 y el 90% de sus necesidades alimenticias, por este motivo necesitan imperiosamente la luz. El resto lo obtienen atrapando plancton microscópico y materia orgánica disuelta en el agua, mediante sus branquias, o ctenidia.

## Reproducción
Son animales protándricos, que nacen todos machos, pero después del año se convierten en hermafroditas simultáneos. La fertilización es externa, expulsan primero el esperma y después los huevos, para evitar la autofertilización. Los huevos fertilizados tienen un diámetro de unos 100.0 μm; en 12 horas se convierten en larvas trocóforas libres, y el segundo día, la larva se convierte en velígera y tiene una concha de unos 160.0 μm, desarrollando un pie en unos 8 a 10 días, lo que la convierte en pedivelígera, para facultar su asentamiento. Hacia el undécimo día, la larva se asienta en el sustrato con un tamaño medio de 190 μm. Al siguiente día del asentamiento, se completa la metamorfosis a su forma definitiva; y a los veinte días, las Tridacnas juveniles comienzan a adquirir zooxantelas en los tejidos de su manto, lo que incrementa notablemente su desarrollo y crecimiento. Hacia los 50 días, las conchas de los juveniles comienzan a mostrar signos de volverse opacas. En unos 2 a 3 años las almejas alcanzan la madurez.

## Galería

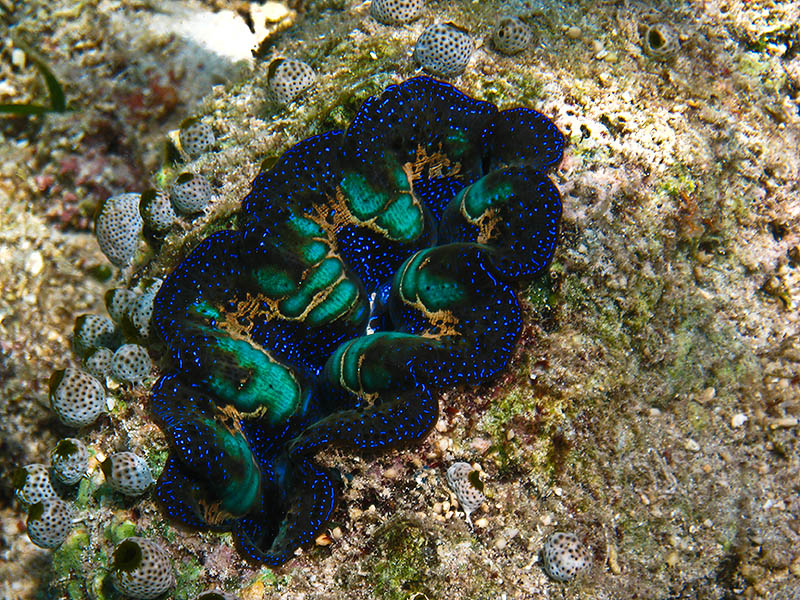
T. crocea en Bunaken, Indonesia
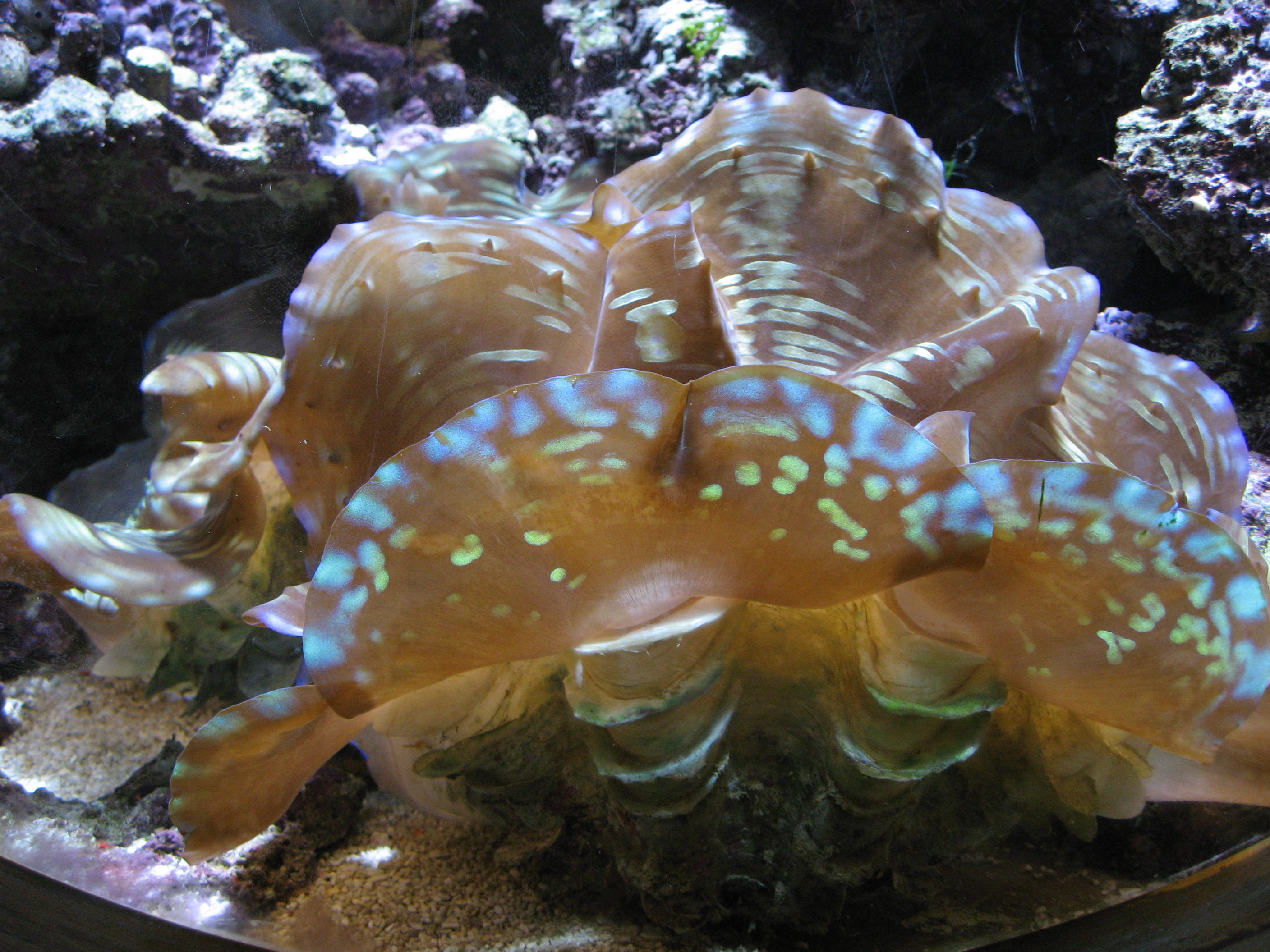
En el Muséum-aquarium de Nancy, Francia
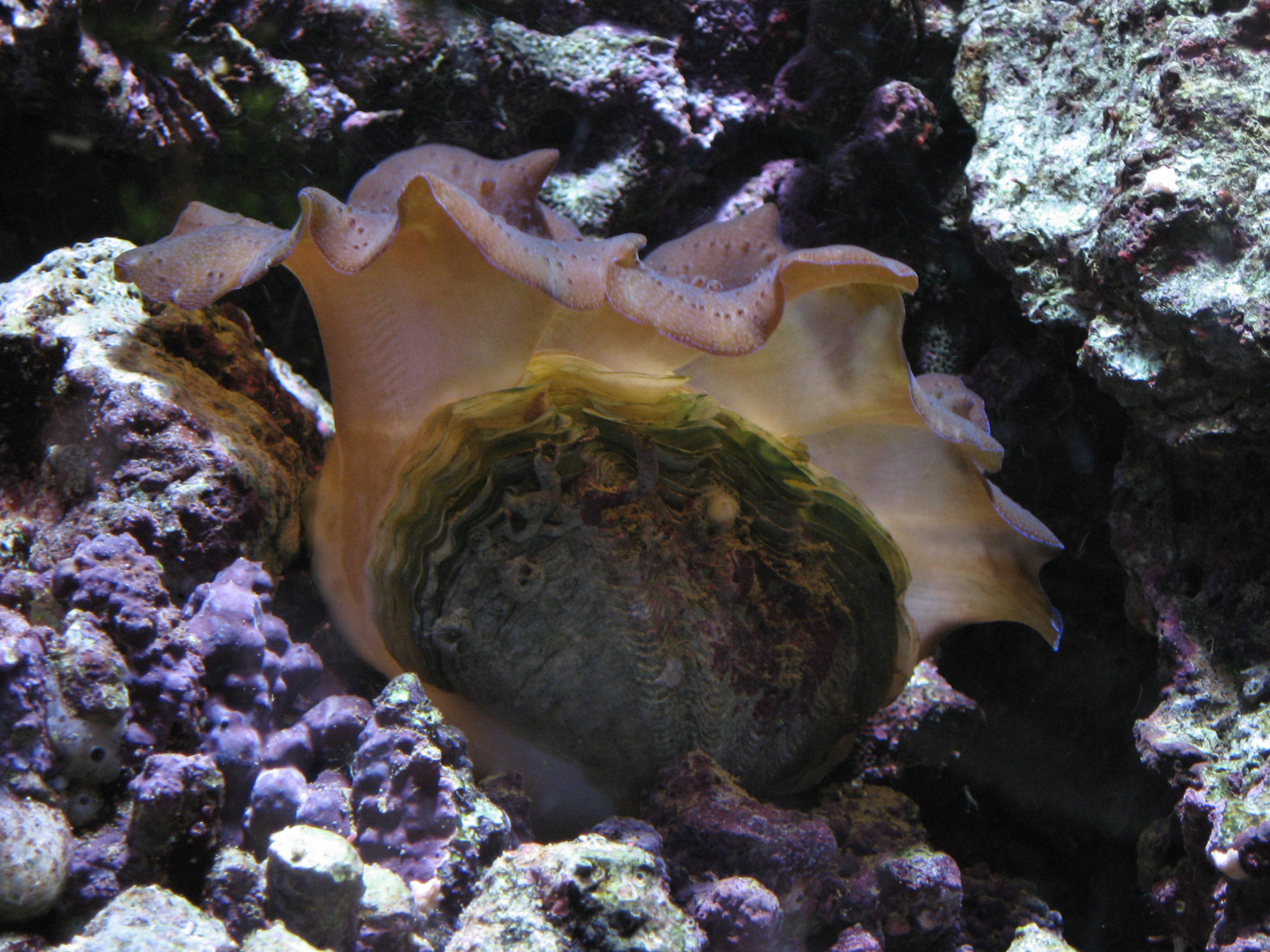
Vista de la concha, Muséum-aquarium de Nancy
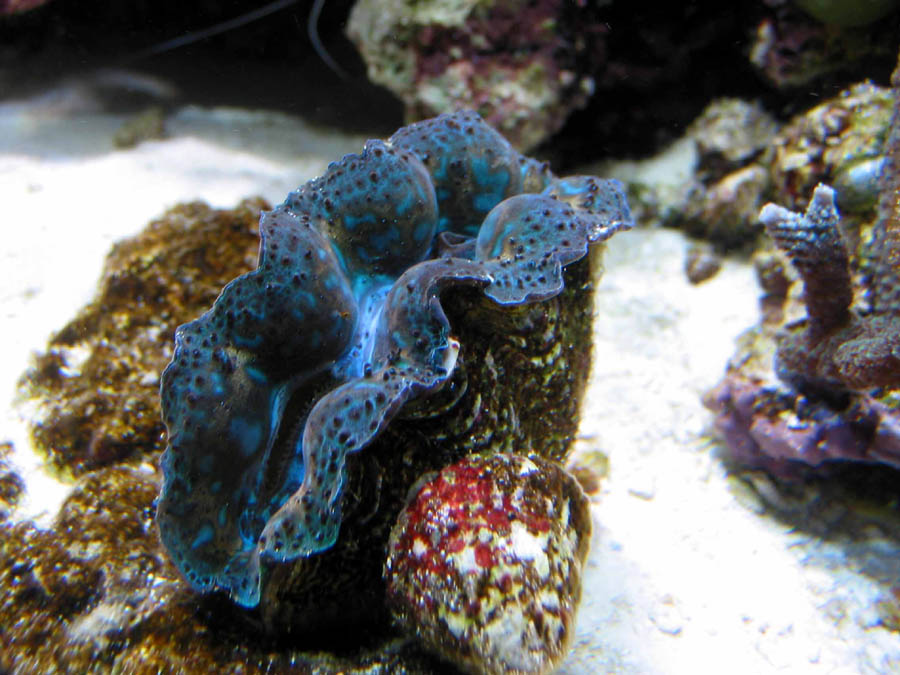
T. crocea en acuario
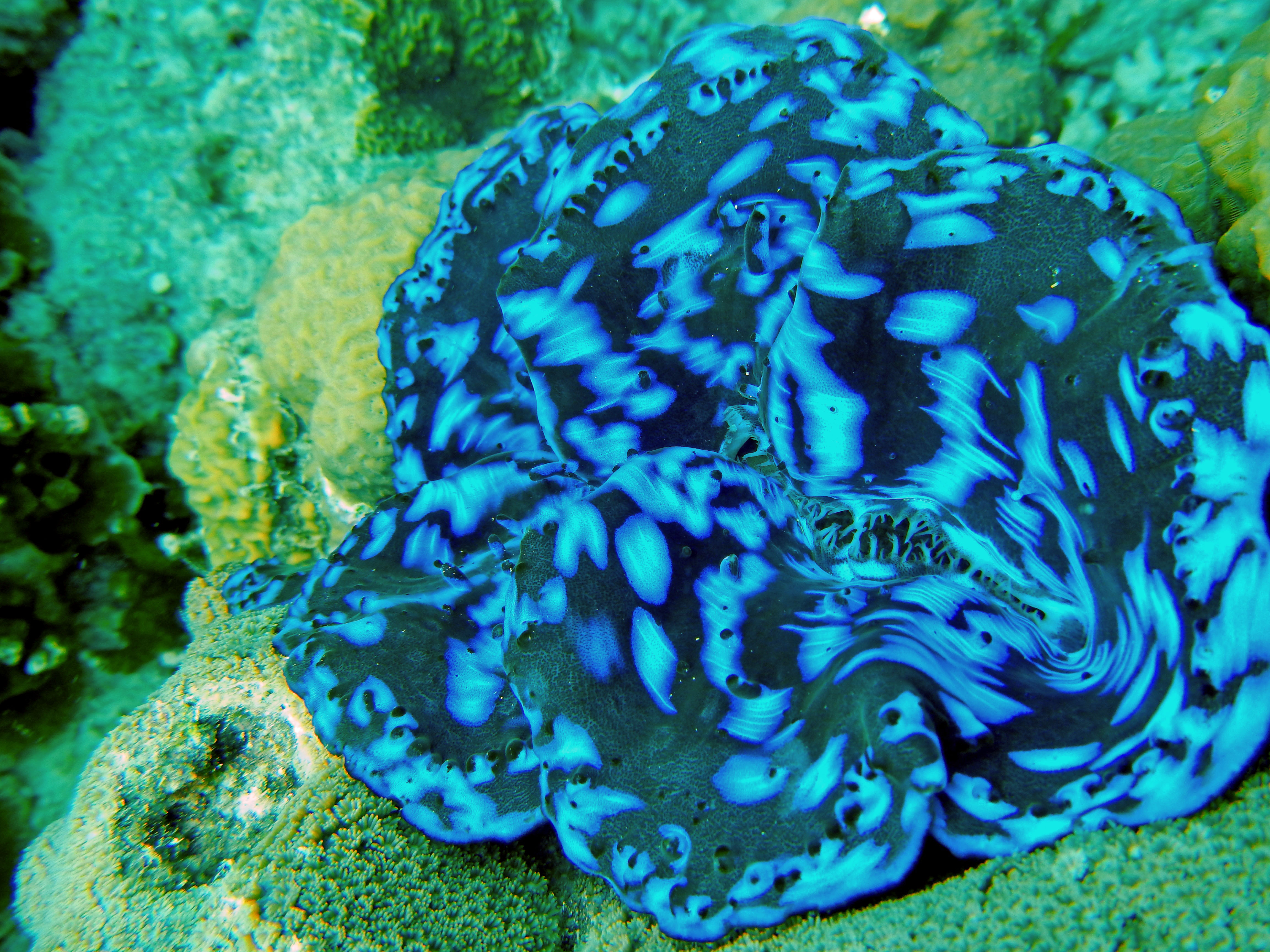
En el atolón Baa, Maldivas
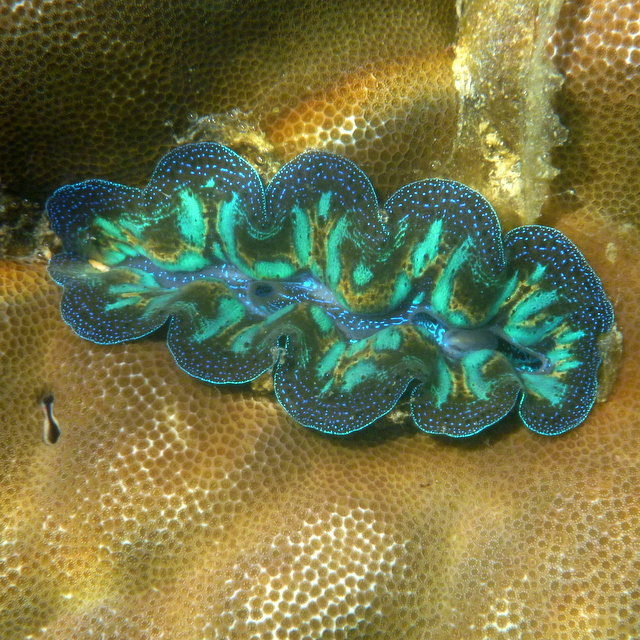
Anclada en Porites sp, isla Russell, Australia
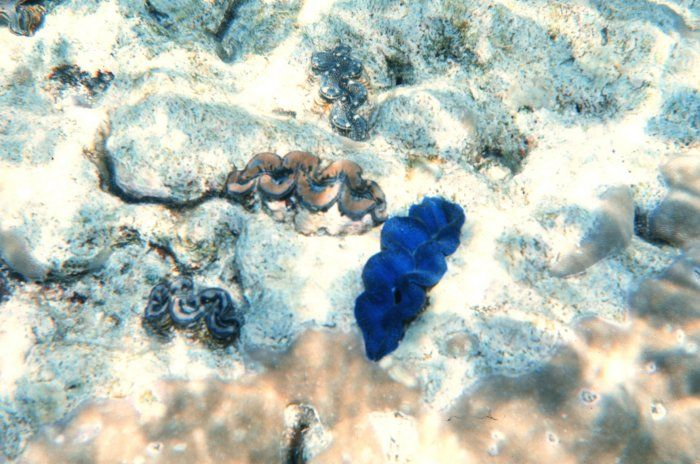
En Palaos, oeste de las islas Carolinas

## Hábitat y distribución
Se encuentran en fondos arenosos y entre corales de arrecifes, especialmente en lagunas y zonas poco profundas y muy soleadas. En gran parte de su rango se encuentran en numerosas áreas intermareales, quedando periódicamente expuestas a mareas bajas, y en aguas superficiales submareales. Su rango de profundidad es entre 1 y 18 m, y su rango de temperatura está entre 26.80 y 28.43 °C.
Su distribución ocurre en aguas tropicales del Indo-Pacífico, es especie nativa de Australia, Indonesia, Japón, Malasia, Palaos, Papúa Nueva Guinea, Filipinas, Singapur, Islas Salomón, Tailandia, Vanuatu y Vietnam. Posiblemente esté extinguida en Guam e islas Marianas del Norte.